# Cymothoe hemerasia
Cymothoe hemerasia är en fjärilsart som beskrevs av William Chapman Hewitson 1864. Cymothoe hemerasia ingår i släktet Cymothoe och familjen praktfjärilar. Inga underarter finns listade i Catalogue of Life.